# دور سلامة

تعديل مصدري - تعديل

دور سلامة هي إحدى قرى عزلة سباح بمديرية سباح التابعة لمحافظة أبين، بلغ تعداد سكانها 81 نسمة حسب تعداد اليمن لعام 2004.